# Pelecopsis coccinea
Pelecopsis coccinea là một loài nhện trong họ Linyphiidae.
Loài này thuộc chi Pelecopsis. Pelecopsis coccinea được Octavius Pickard-Cambridge miêu tả năm 1875.